# Halfpipe (Achterbahn)
Halfpipe bzw. Surfrider ist ein Achterbahnmodell vom Typ Shuttle Coaster des Herstellers Intamin. Die erste Auslieferung ging 2003 nach Särkänniemi und eröffnete dort als Half Pipe.
Die Strecke der Halfpipe verläuft U-förmig vertikal um die Station herum. Die Plattform wird mittels Linearmotoren (LSM) mehrfach beschleunigt und pendelt so zwischen den beiden Türmen hin und her. Zurzeit gibt es vier Varianten mit der maximalen Schienenhöhe von 20 m, 30 m, 40 m und 45 m. Auf einer Plattform befinden sich zwei Gondeln, die frei um 360° um die Vertikalachse rotierbar sind. Eine Ausnahme bilden die Auslieferungen an die Disney-Parks: Hier gibt es keine frei rotierenden Gondeln. Stattdessen verfügen die Plattformen über fünf Reihen mit jeweils vier Sitzplätzen. Als Rückhaltesystem kommen Schulterbügel zum Einsatz.

## Standorte
| Achterbahn                   | Betreiber                                          | Land                | Variante                           | Eröffnung         | Schließung   |
| ---------------------------- | -------------------------------------------------- | ------------------- | ---------------------------------- | ----------------- | ------------ |
| Avatar Airbender             | Nickelodeon Universe                               | Vereinigte Staaten  | Surfrider 20 m                     | 15. März 2008     |              |
| Flash: Speed Force Surfrider | Warner Bros. Movie World Wet'n'Wild Water World    | Australien          | Surfrider 20 m                     | 13. Mai 2024 2007 | 2020         |
| Half Pipe                    | Chimelong Paradise                                 | Volksrepublik China | Halfpipe 30 m                      | Februar 2006      |              |
| Half Pipe                    | Don Quijote                                        | Japan               | Halfpipe 20 m                      | nie eröffnet      | nie eröffnet |
| Half Pipe                    | Elitch Gardens                                     | Vereinigte Staaten  | Halfpipe 30 m                      | 27. Mai 2004      |              |
| Half Pipe                    | Särkänniemi                                        | Finnland            | Halfpipe 30 m                      | 30. April 2003    | 2019         |
| Ipanema Skate Ride           | VinWonders                                         | Vietnam             | Surfrider 20 m                     | 1. Juni 2020      |              |
| RC                           | Hong Kong Disneyland                               | Hongkong            | Surfrider Custom (RC Racer / 25 m) | 17. November 2011 |              |
| RC Racer                     | Disneyland Resort Paris – Walt Disney Studios Park | Frankreich          | Surfrider Custom (RC Racer / 25 m) | 17. August 2010   |              |
| Rex's Racer                  | Shanghai Disneyland                                | Volksrepublik China | Surfrider Custom (RC Racer / 28 m) | 26. April 2018    |              |
| Surfrider                    | Atallah Happy Land Park                            | Saudi-Arabien       | Surfrider 40 m                     | 2012              |              |
| Timmy's Half Pipe Havoc      | Nickelodeon Universe Theme Park                    | Vereinigte Staaten  | Surfrider 20 m                     | 25. Oktober 2019  |              |

## Galerie

Installationen der »Halfpipe«
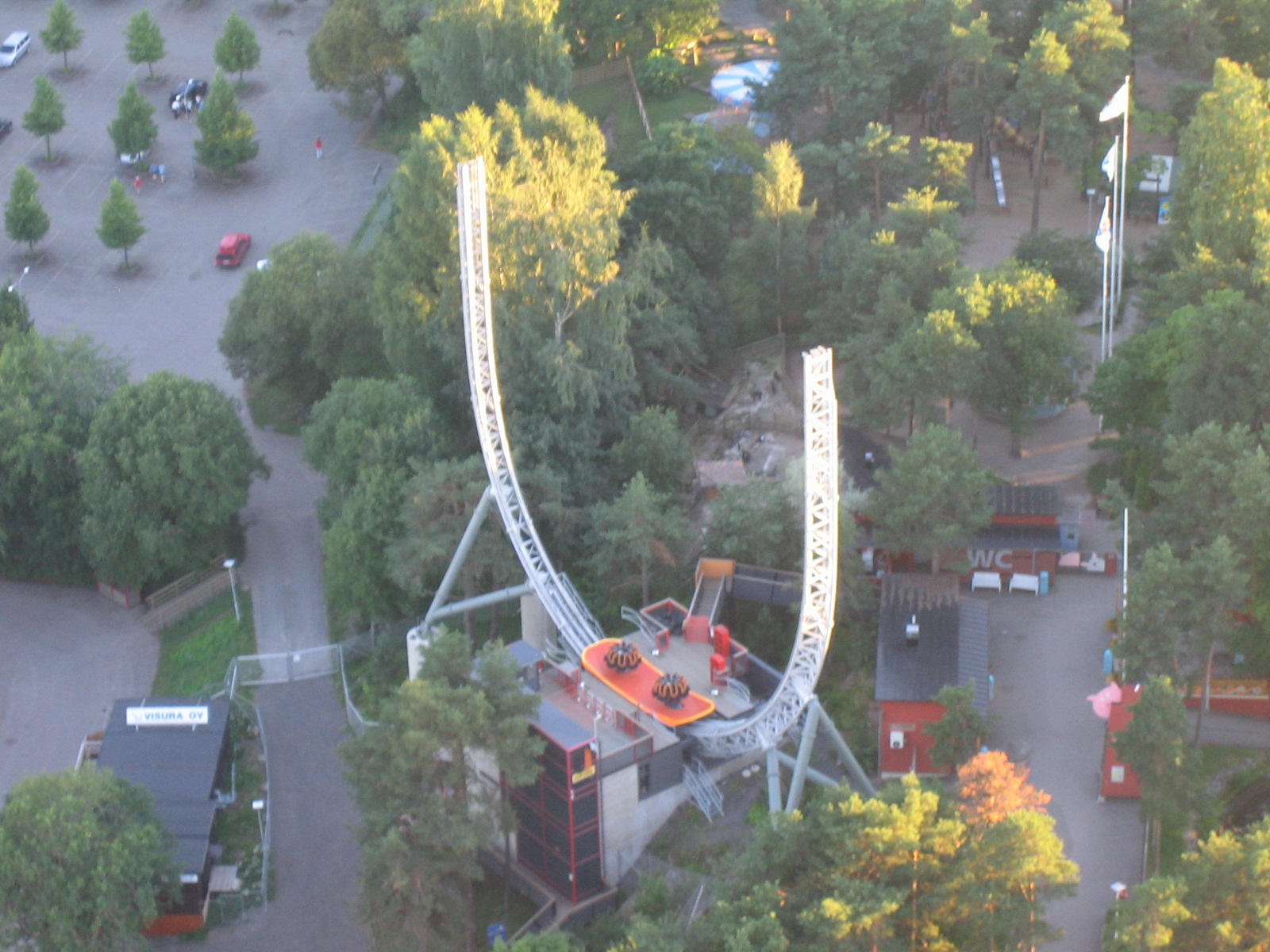
Half Pipe in Särkänniemi
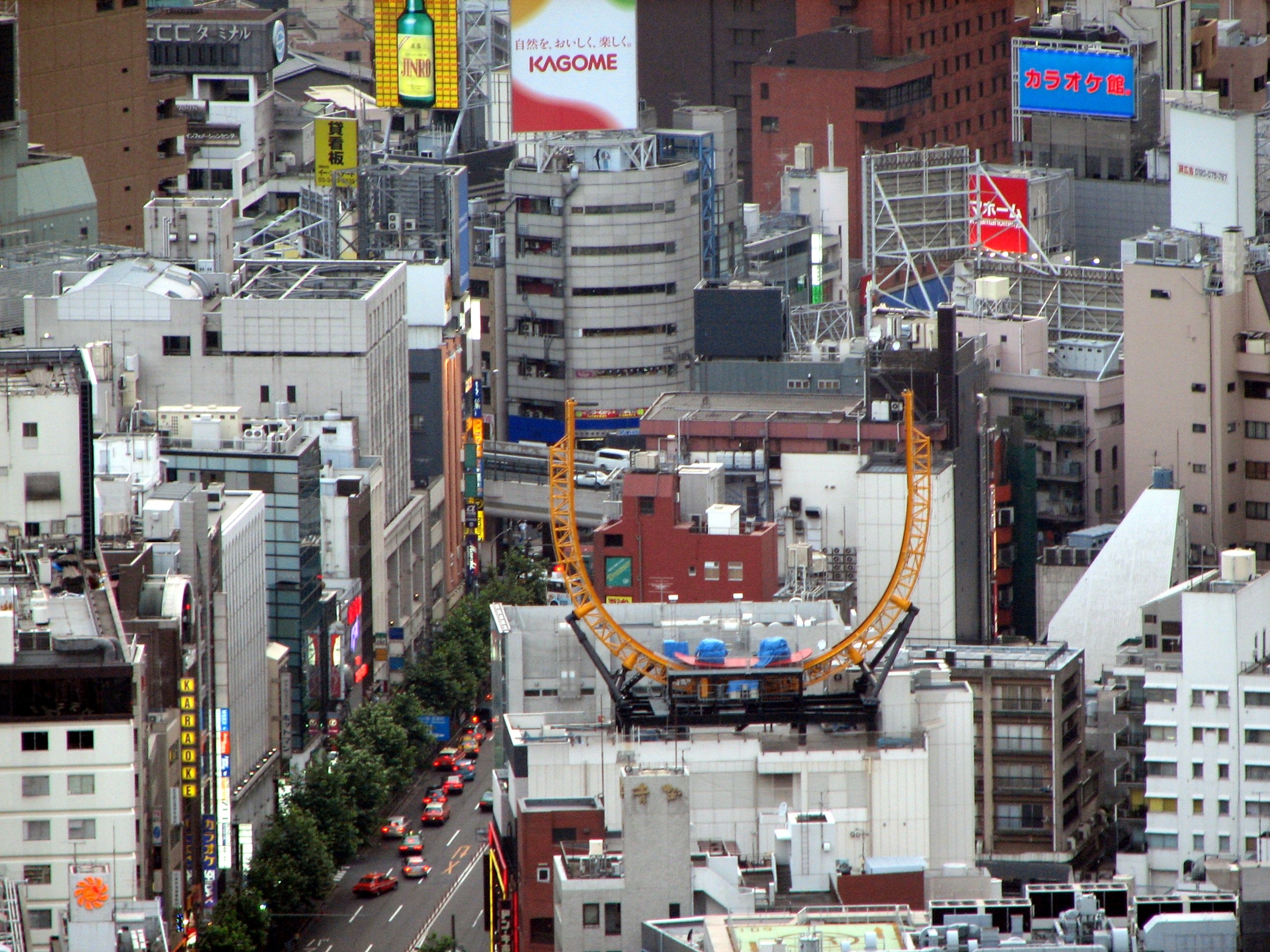
Half Pipe in Don Quijote
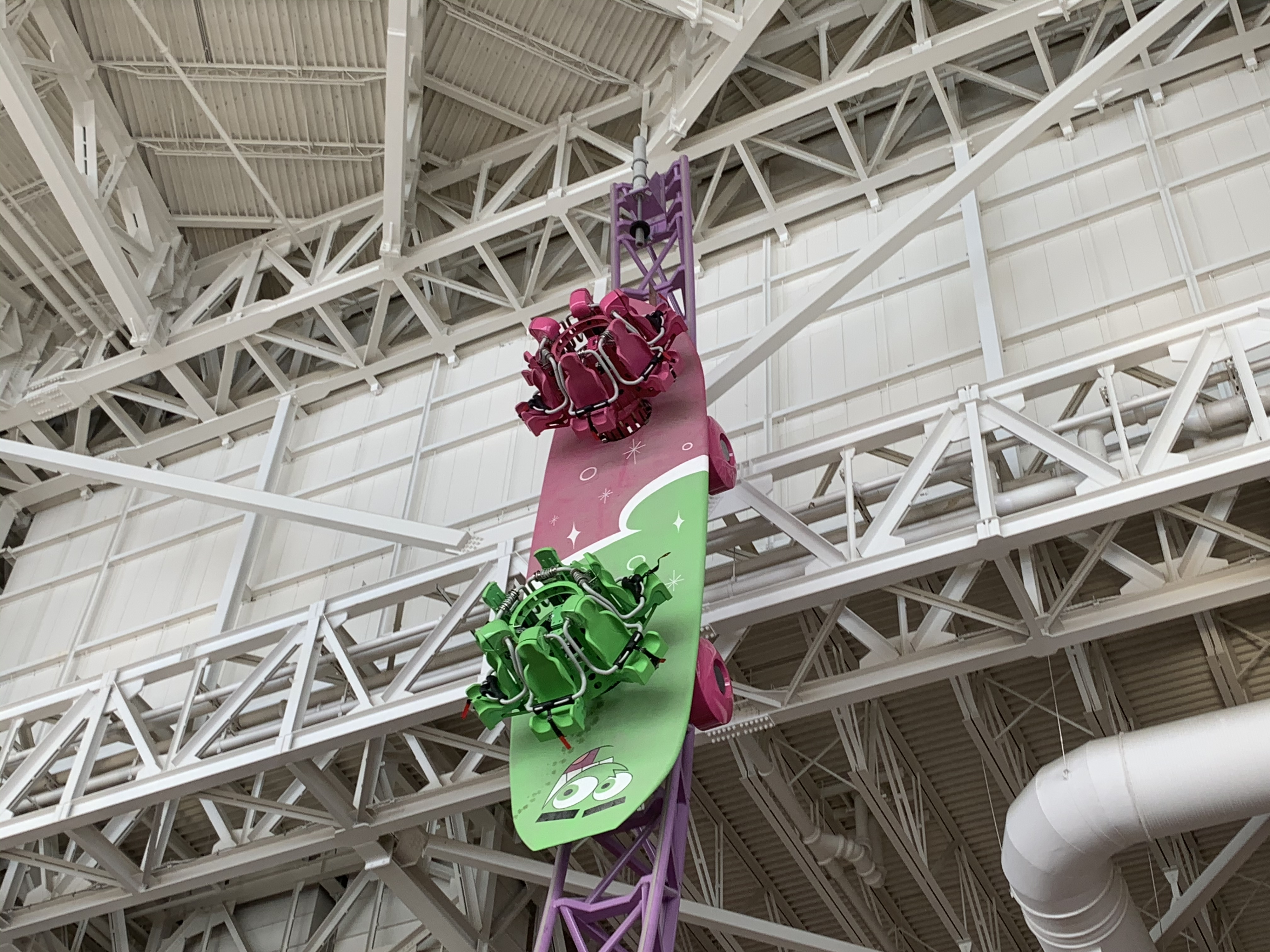
Timmy's Half Pipe Havoc in Nickelodeon Universe Theme Park
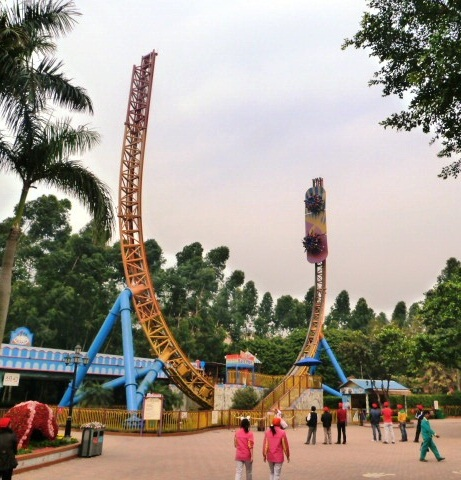
Half Pipe in Chimelong Paradise
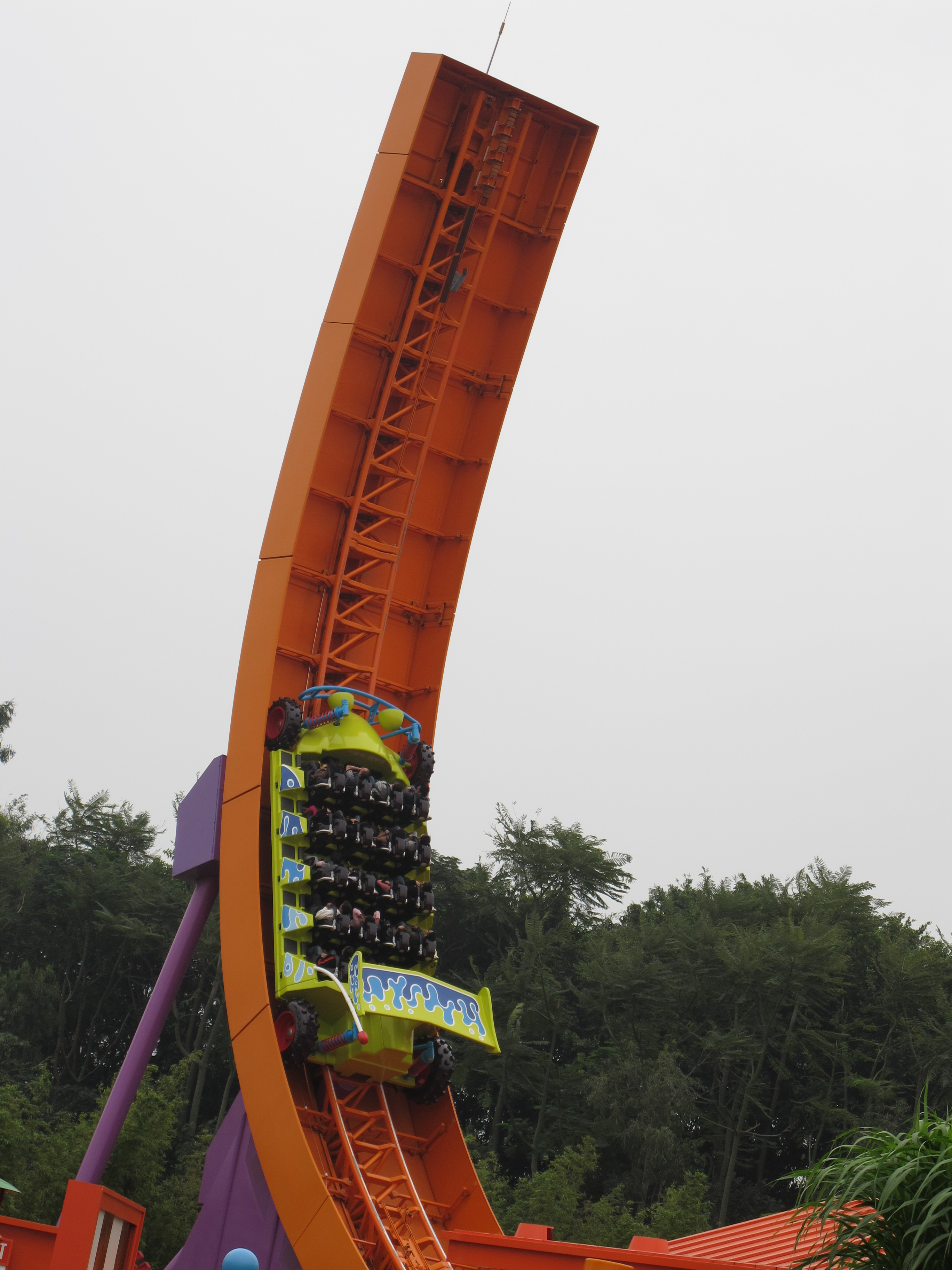
Rex's Racer in Shanghai Disneyland